# Новострой (Дагестан)
Новострой, Новолакский район — территория в Республике Дагестан, предназначенная для строительства новых населённых пунктов для переселяемого лакского населения из Новолакского района с последующим образованием административного района.

## Географическое положение
Новострой расположен в местности Караман, к северу от города Махачкала, занимает территорию вдоль федеральной трассы Махачкала-Астрахань (восточная часть Кумторкалинского района).

## История
В 1991 году 3-й съезд народных депутатов Дагестанской ССР принял решение о восстановлении Ауховского района и переселении лакского населения Новолакского района на новое место на территории Дагестанской ССР с образованием соответствующего административного района. Данное решение было закреплено постановлением № 51 от 18.02.1992 г. «О ПЕРВОНАЧАЛЬНЫХ МЕРАХ ПО ПРАКТИЧЕСКОМУ ВОССТАНОВЛЕНИЮ ЗАКОННЫХ ПРАВ РЕПРЕССИРОВАННЫХ НАРОДОВ ДАГЕСТАНСКОЙ ССР».

Для этих целей были выделены 8,5 тыс. гектаров земли на территории Кировского района г. Махачкала и Кизилюртовского (ныне Кумторкалинского) района, находившиеся в пользовании колхозов им. С.Габиева (4539 га), «Труженик» (839 га) Лакского района, совхоза «Ялгинский» (164 га) Гунибского района, ОПХ ДНИИСХ (1462 га) г. Махачкалы, совхоза «Дахадаевский» (1300 га) Кизилюртовского района, Махачкалинского мехлесхоза (200 га).

На новое место предполагалось переселить жителей 9 населённых пунктов в количестве 3721 хозяйства (13 339 человек). Сам процесс переселения предполагалось завершить к 1996 году. 

Но из-за недостаточного финансирования и ряда иных проблем этот процесс к настоящему времени так и не завершён (программа выполнена лишь на 40,5 %).

К 2013 году удалось полностью переселить только четыре небольших села — Ахар, Шушия, Дучи, Ницовкра и частично ещё 6 сел. Сдано в эксплуатацию 1498 жилых домов.

## Население
Официально на территории Новостроя зарегистрировано уже четыре населённых пункта — Ахар, Шушия, Дучи, Ницовкра с общей численностью населения 1233 человека. В остальных переселенческих пунктах проживает ещё порядка 4500 человек.

## Административное деление
Официальный статус на территории Новостроя имеют только четыре населённых пункта, это села Ахар, Шушия (зарегистрированы в 2005 г.) и Дучи и Ницовкра (зарегистрированы в 2013 г.). Существуют ещё 7 переселенческих населённых пункта частично заселённых, но не имеющих официального статуса:
1. Новолакское
2. Гамиях
3. Чапаево
4. Новокули
5. Новочуртах
6. Ницовкра
7. Тухчар
8. Чаравали

Также на территории Новостроя расположены: хутор Дахадаевка Кумторкалинского района и хутор Дилчу Лакского района.

## Галерея
- Табличка на Новолак
- Табличка на Новочуртах
- Въезд в Новокули
- Табличка на Гамиях
- Табличка на Тухчар
- Табличка на Ницовкра
- Въезд в Шушия и Ахар
- Табличка на Чапаево Новолакского района